# Karin Molander
Karin Molander, nata Katarina Margareta Elisabet Edwertz (Stoccolma, 20 maggio 1889 – Täby, 3 settembre 1978), è stata un'attrice e attrice teatrale svedese.

## Biografia
Ha iniziato a lavorare come attrice teatrale nel 1907 e nel 1914 ha debuttato nel mondo del cinema nel film muto Halvblod diretto da Victor Sjöström.
Dal 1910 al 1918 è stata sposata con il regista Gustaf Molander, con cui ha avuto un figlio, il produttore Harald Molander (1909-1994). Dal 1922 al 1965 (morte di lui) è stata sposata con l'attore Lars Hanson.
Si è spenta a Täby all'età di 89 anni.

## Filmografia parziale
- Halvblod, regia di Victor Sjöström (1914)
- Hjärtan som mötas, regia di Victor Sjöström (1914)
- La ragazza della torbiera di Stormyr (Tösen från Stormyrtorpet), regia di Victor Sjöström (1917)
- Synnöve Solbakken, regia di John W. Brunius (1919)
- Erotikon, regia di Mauritz Stiller (1920)
- Johan, regia di Mauritz Stiller (1921)
- Gabrielle, regia di Hasse Ekman (1954)